# Павлов, Владимир Павлович
Владимир Павлович Павлов (26 октября 1926, Мартюхи, Псковская губерния — 25 мая 2008, Троицк, Челябинская область) — советский передовик производства в области транспортного строительства. Герой Социалистического Труда (1962).

## Биография
Владимир Павлович Павлов родился 26 октября 1926 года в крестьянской семье в деревне Мартюхи Турской волости Торопецкого уезда Псковской губернии, ныне деревня входит в Подгородненское сельское поселение Торопецкого района Тверской области, ещё в его детстве семья перебралась на Урал.
Окончил семилетнюю школу и Каменск-Уральскую школу фабрично-заводского ученичества. С 1941 по 1945 годы в период Великой Отечественной войны трудился в тресте «Уралэлектросетьстрой» в Нижнем Тагиле, занимался возведением ЛЭП к строящимся оборонным предприятиям. Освоил работы по строительству ЛЭП на деревянных, и металлических опорах.
С 1949 года работал бригадиром электролинейщиков механизированной колонны № 2, с 1960 года прорабом, затем старшим прорабом по монтажу ЛЭП  треста «Уралэлектросетьстрой» в городе Троицке Челябинской области. В. П. Павлов будучи во главе бригады электрифицировал многие участки железных дорог, строил ЛЭП Троицк — Магнитогорск, Североуральск — Краснотурьинск, Аркалык — Семипалатинск, Макушино — Курган — Челябинск и многие другие линии электропередачи в Челябинской, Свердловской, Курганской и Пермской областях, в Башкирской АССР и в Казахской ССР. Коллектив под руководством В. П. Павлова стабильно перевыполнял планы на 20—30 процентов при неизменно высоком качестве работ. Многократно одерживал победы в соревновании и по области и по всей отрасли в масштабах РСФСР. Коллектив электролинейщиков, возглавляемый Павловым, отмечался Почётными грамотами, благодарностями Министерства энергетики и электрификации РСФСР.
2 июня 1962 года Указом Президиума Верховного Совета СССР «за выдающиеся производственные успехи, достигнутые при электрификации железнодорожной магистрали Москва – Бакал» Владимир Павлович Павлов был удостоен звания Героя Социалистического Труда с вручением Ордена Ленина и золотой медали «Серп и Молот».
Избирался депутатом Троицкого городского Совета депутатов. Делегат 6-го Всесоюзного съезда профсоюза рабочих электростанций и электропромышленности, 13-го съезда профсоюзов СССР (1963).
В 1980-х годах вышел на пенсии.
Умер 25 мая 2008 года в городе Троицке Челябинской области. Похоронен в Троицке.

## Награды
- Герой Социалистического Труда, 2 июня 1962 года
  - Медаль «Серп и Молот» № 8252
  - Орден Ленина № 334178
- Юбилейная медаль «За доблестный труд. В ознаменование 100-летия со дня рождения Владимира Ильича Ленина»
- Медаль «За доблестный труд в Великой Отечественной войне 1941—1945 гг.»

## Память
- Мемориальная доска на доме, где более 40 лет жил Герой, Челябинская область, г. Троицк, ул. Сибирская, 21